# Золотоухая танагра
Золотоухая танагра (лат. Tangara chrysotis) — вид новонёбных птиц из семейства танагровых. Распространён в юго-восточных Андах Колумбии, восточном Эквадоре, восточном Перу и северо-западной Боливии. Обитают во влажных горных лесах и лесных опушках, на высоте от 900 до 2300 метров над уровнем моря; выше 1600 метров только в Колумбии. Длина тела около 14 см. Птицы часто бывают в парах и почти всегда в стайках с другими танагровыми. Ищут насекомых, прыгая по горизонтальным веткам поросшим мхом, периодически останавливаясь и прислушиваясь к окружающим звукам; также питаются фруктами. Брачный крик — богатый звук «чуп».